# Plan de Chiapas Libre
El Plan de Chiapas Libre es un tratado de carácter secesionista redactado por la efímera Junta Provisional Gubernativa o Congreso Chiapaneco.
Este tratado se dio a raíz de las inconformidades de la provincia respecto a los cambios políticos en el Imperio Mexicano y su objetivo era establecer al actual estado mexicano de Chiapas como una entidad independiente tanto de México como de Guatemala, países que buscaban anexar el territorio.
El plan tendría una corta existencia ya que menos de un año después el territorio de Chiapas sería definitivamente anexado a México aunque sin el distrito del Soconusco el cual sería también anexado por México pero hasta el año de 1882.
A partir de 1882, mediante el Tratado Herrera-Mariscal, Guatemala reconocería la anexión de Chiapas (incluyendo el Soconusco) a México y se establecerían formalmente las fronteras entre ambos países las cuales perduran hasta el presente.

## Historia
Tras la abdicación de Agustín de Iturbide del primer Imperio Mexicano en 1823 y el desconocimiento de los Tratados de Córdoba y el Plan de Iguala, los chiapanecos consideraron que, habiéndose incorporado al imperio teniendo como base estos, no existiendo validez y reconocimiento de los mismos, queda Chiapas nuevamente desligado de México y de toda otra autoridad.
El 4 de junio de 1823 se instala la junta general de gobierno después de años de lucha y de difíciles condiciones del país; en esta junta asisten 10 de los 12 partidos en que estaba dividida la provincia: Tuxtla, Chiapan, San Bartolomé de Los Llanos, Simojovel, San Andrés, Huixtán, Palenque, Ocosingo, Tonalá, Ixtacomitán y Tapachula. Se acordó darle el nombre de Junta Provisional Gubernativa o Congreso Chiapaneco, sin ser reconocido por el gobierno mexicano, por lo que el 31 de julio de ese año se decretó la separación de Chiapas.
Cuando la junta gozaba de mayor prestigio y había dictado las medidas más acertadas para el Gobierno de la Provincia. El Minístro Mexicano Alamán, el 30 de julio gira una orden al general Vicente Filisola, para que disolviera la junta. Es así, que al llegar Filisola a Tuxtla, comunicó el 4 de septiembre de ese año de 1823 que quedaba disuelta por órdenes de México, reinstalando la diputación provisional, puso en posesión al Jefe Político Don José Manuel Rojas y obligó con el apoyo de sus armas a las autoridades a jurar obediencia al Congreso y al Ejecutivo de México, la Junta antes de ceder a la fuerza recordó reservarse al derecho de sus comitentes y poseída de justa y legítima indignación dirigió a Filisola una nota de protesta digna de aquella respetable asamblea, en la que debemos recordar a Manuel Rojas, Carlos Castañón, Martín de Esponda, Fernando Luis Corona, Manuel Espinosa, Joaquín Miguel Gutiérrez e Ignacio Escarra, entre otros.
Es entonces cuando el 26 de octubre de 1823, se hizo público por primera vez el por el religioso y teólogo chiapaneco Fray Matías de Córdova, fray Ignacio Barnoya y don Matías Ruiz; quienes fueron autores intelectuales del plan pero no formaron parte del nuevo gobierno que el mismo establecía. Este plan se esparció rápidamente y fue pronto aceptado por la mayor parte de las poblaciones del estado Como Tuxtla y Tonalá.

## Plan de Libertad de la Provincia de Chiapas
El plan tal como fue publicado en su forma final contaba con los siguientes artículos:

- Artículo 1°Las tres garantías de Religión, Independencia y Unión son los principios e inmutables fundamentos que la provincia sostendrá.
- Artículo 2°La Provincia de Chiapas es Libre e Independiente de México y de toda otra autoridad, y esta al presente en su estado natural y de consiguiente es de resolver por solo que mejor le convenga."
- Artículo 3° Inmediatamente será repuesta la Junta Suprema Provisional, para que en plena libertad, con arreglo a sus bases decretadas el 29 de julio último, la siga gobernando hasta que convenga la agregación de federación bien a México, Guatemala o provincias limítrofes de quienes se halla invitada.
- Artículo 4° Para la causa de Independencia Nacional, que sea atacada por España o cualesquiera otra extranjera, y aun de nuestro Continente, esta provincia prestará sus fuerzas, sus fondos y cuanto pueda de su arbitrio para la defensa general, hasta sacrificarse en unión de todas las provincias nuestras hermanas. La Junta Suprema hará venir inmediatamente a los supremos gobiernos de México y Centro de América, la disposición unánime de estos habitantes, sobre este punto."
- Artículo 5° Las autoridades continuarán sin novedad, revelándonos a los nuevamente puestas y cuyo hueco deberán ocupar las que estaban en ejercicio por la Junta Suprema, antes de su disolución. En el caso de que alguno de ellos no quisiera abrazar nuestra causa o se mereciese la desconfianza pública se providenciará como medida del momento que se repongan con sujetos idóneos y de patriotismo."
- Artículo 6° Se declara amnistía general en materia de opiniones políticas."
- Artículo 7° Esta revolución y armas, de ningún modo se crea que es directa ni indirecta contra la nación mexicana, cuya benevolencia y amor nos manifíesta evidentemente en los artículos 10 y 11 de la Ley de Convocatoria, decretada y sancionada el 17 de junio último, sino contra el que a pesar del pronunciamiento de Chiapas, que corroboran y aprueban dichos artículos y otras leyes anteriores, nos ha sojuzgado, con vilipendio y ultraje de nuestra provincia y de la misma nación mexicana."
- Artículo 8° Queda a voluntad de la Junta Suprema el ratificar este plan, moderarlo o extinguirlo a excepción de los cuatro primeros artículos, que por voluntad general serán inviolables."
- Artículo 9° El sagrado juramento puede ser vínculo de iniquidad, bajo cuyo principio, el nuevamente prestado por los pueblos y tropa de la provincia, en reconocimiento del Congreso y Supremo Poder Ejecutivo de México, como obra de violencia y de la fuerza, es nulo y de ningún valor, cuya manifestación circunstanciada hará la Junta Suprema en sus primeras sesiones."
- Artículo 10° Este plan será sostenido a toda costa por todos partidos y pueblos que lo componen y por todo buen chiapaneco que ame la libertad de su patria, y será llevado a efecto hasta el tiempo detallado por el artículo 9°."

Últimamente las circunstancias serán el verdadero norte del Jefe General que por toda la tropa se nombre, y de las demás autoridades que obran consecuentes a nuestra causa, arreglándose a la ordenanza general del ejército y bajo las responsabilidades prescritas por ella y leyes vigentes; siendo la divisa general "Chiapas Libre".- Comitán, 2 de octubre de 1823.

## Desenlace

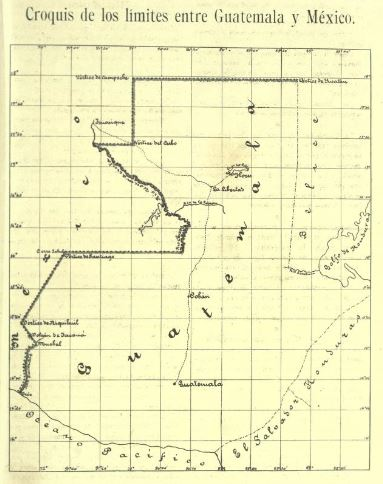
Mapa contemporáneo de la frontera final (frontera México-Belice aún no se definía)

El Plan de Chiapas Libre llegó a su fin el 4 de septiembre de 1824, habiendo durado así poco más de un año con un mes. A partir de esa fecha una disputa surgió entre México y Guatemala dado que ambos reclamaban la posesión de Chiapas.
La disputa se extendió por varias décadas y culminó en un conflicto armado de baja intensidad que se desarrolló entre 1842 y 1882 del cual México resultó victorioso.
Después de la victoria mexicana, este país se anexaría Chiapas tras lo cual Guatemala reconoció la autoridad mexicana sobre Chiapas y los límites fronterizos entre ambos países se formalizaron en el tratado Herrera-Mariscal.
Al final Guatemala terminaría cediendo a México 27,949 kilómetros cuadrados de su territorio mientras que México cedería 3,105 kilómetros cuadrados a Guatemala; con esto, México surgió desproporcianadamente beneficiado al haber recibido un territorio nueve veces mayor al que tuvo que ceder y el territorio que recibió fue el más valioso y estratégicamente importante.